# Montagu Harbour
Montagu Harbour (auch: Montague Harbour, in der deutschen Kolonialzeit Montaguebucht genannt) ist eine Bucht an der Südküste der Insel Neubritannien. Sie liegt im äußersten Westen der Provinz East New Britain von Papua-Neuguinea.

## Topologie und Geologie
Das Gebiet der Bucht ist vulkanischen Ursprungs. Die Bucht selbst ist etwa sieben Kilometer breit und reicht etwa sechs Kilometer tief in das Landesinnere. Westlich wird die Bucht von einer Landzunge begrenzt, die im weiteren Verlauf westlich, bereits auf dem Gebiet der Provinz West New Britain, auf das Kap Roebuk zuläuft. Das Kap wurde 1827 von dem französischen Seefahrer Jules Dumont d’Urville nach William Dampiers Schiff Roebuck benannt. An der Bucht liegen mehrere Dörfer.

## Geschichte
Die Bucht wurde im Jahre 1700 von Dampier entdeckt und nach einem seiner Gönner benannt. Bis 1899 war Neubritannien Teil des Schutzgebiets der Neuguinea-Kompagnie, zwischen 1899 und 1914 entsprechend Teil der Kolonie Deutsch-Neuguinea.
Im Ersten Weltkrieg wurde die Gegend von australischen Marineeinheiten besetzt. Nach dem Krieg wurde die deutsche Kolonie Teil des australischen Mandatsgebietes.